# Miss Namibia
Miss Namibia is de nationale missverkiezing van het Zuid-Afrikaanse land Namibië. De winnares vertegenwoordigt haar land op de internationale Miss Universe- en Miss World-verkiezingen.

## Geschiedenis
Miss Namibia werd opgericht door Nic Kruger in 1980. Bernice Tembo werd dat jaar de eerste verkozene. De winnares van 1987, Bianca Pragt, werd dat jaar ook eerste eredame bij de Miss Africa Queen-verkiezing in Gambia. Miss Namibia 1992, Michelle McLean, eindigde in de top vijf van Miss World 1991, en werd Miss Universe 1992. Indirect haalde ze door haar verkiezing de organisatie van Miss Universe naar Namibië in 1995.

## Winnaressen
| Jaar | Naam                   | Andere missverkiezingen                       |
| ---- | ---------------------- | --------------------------------------------- |
| 2017 | Suné January           |                                               |
| 2016 | Lizelle Esterhuizen    |                                               |
| 2015 | Steffi Van Wyk         | Miss Sport van Miss World 2015.               |
| 2014 | Brumhilda Ochs         |                                               |
| 2013 | Paulina Malulu         | Top vijftien Miss International 2012.         |
| 2012 | Tsakana Nkandih        |                                               |
| 2011 | Luzaan van Wyk         |                                               |
| 2010 | Odile Gertze           |                                               |
| 2009 | Happie Ntelamo         |                                               |
| 2008 | Marelize Robberts      |                                               |
| 2007 | Marichen Luiperth      |                                               |
| 2006 | Anna Svetlana Nashandi | Zevende Miss World 2006.                      |
| 2005 | Leefa Shiikwa          |                                               |
| 2004 | Adele Basson           |                                               |
| 2003 | Petrina Thomas         |                                               |
| 2002 | Ndapewa Alfons         | Top tien Miss Universe 2003.                  |
| 2001 | Michelle Heita         |                                               |
| 2000 | Mia de Klerk           |                                               |
| 1999 | Vaanda Katjuongua      |                                               |
| 1998 | Retha Reinders         |                                               |
| 1997 | Sheya Shipanga         |                                               |
| 1996 | Faghma Absalom         |                                               |
| 1995 | Patricia Burt          |                                               |
| 1994 | —                      |                                               |
| 1993 | Barbara Kahatjipara    | Miss Congeniality van Miss Universe 1994.     |
| 1992 | Anja Schroeder         |                                               |
| 1991 | Michelle McLean        | Top vijf Miss World 1991. Miss Universe 1992. |
| 1990 | Ronel Liebenberg       |                                               |
| 1989 | Emsie Esterhuizen      |                                               |
| 1988 | Caroline du Preez      |                                               |
| 1987 | Bianca Pragt           | Tweede Miss Africa Queen 1987.                |
| 1986 | Jo-Rina Meyer          |                                               |
| 1985 | Alice Pfeiffer         |                                               |
| 1984 | Peta Harley-Peters     |                                               |
| 1983 | Astrid Klotzch         |                                               |
| 1982 | Desere Kotze           |                                               |
| 1981 | Antoinette Knoetze     |                                               |
| 1980 | Bernice Tembo          |                                               |